# 马德莱娜群岛
马德莱娜群岛（法語：Îles de la Madeleine，法語發音：[il də la madlɛn]）是加拿大聖羅倫斯灣的小型群岛，陆地面积205.53平方千米。虽然这些岛屿属于魁北克省，但实际上这些岛屿距离海洋省份和纽芬兰比距离魁北克大陆的加斯佩半岛更近。